# Carl Wilhelm Wirtz

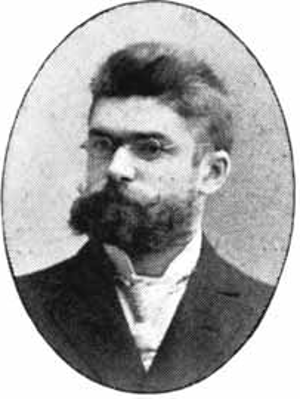
Carl W. Wirtz

Carl Wilhelm Wirtz (* 24. August 1876 in Krefeld; † 18. Februar 1939 in Hamburg) war ein deutscher Astronom. Er ist vor allem für seine statistischen Untersuchungen über Nebel (= Spiralnebel, Galaxien) in Erinnerung.

## Leben

### Ausbildung
Wirtz nahm nach seinem Studium eine Stelle als Assistent an der Kuffner-Sternwarte in Wien an. An der Straßburger Sternwarte arbeitete er von 1901 bis 1911 und habilitierte dort 1904. 1909 wurde er zum Professor ernannt.
Carl Wilhelm Wirtz’ Sohn war der Geologe und Hochschullehrer Daniel Wirtz.

### Kieler Zeit
Nach der Einberufung zum Militär 1916 arbeitete Wirtz als Trigonometer im Generalstab in Berlin und betrieb weiterhin seine statistischen astronomischen Untersuchungen.
Nach dem Ersten Weltkrieg wechselte er als Dozent und Observator der Universitätssternwarte an die Christian-Albrechts-Universität zu Kiel. Im Jahr 1930 trat Wirtz aus der SPD aus. Nach der Machtergreifung der Nationalsozialisten 1933 wurde ihm vorgeworfen, dem Nationalsozialismus kritisch gegenüberzustehen. Obwohl er dies bestritt, fragte das Reichserziehungsministerium im Juli 1936 bei Rektor Georg Dahm an, ob die astronomische Fakultät mit einer vorzeitigen Pensionierung von Wirtz einverstanden sei. Daraufhin wurde ihm die Lehrbefugnis entzogen. 1937 wurde er in den Ruhestand versetzt; ein Jahr später wurde auch die Sternwarte aufgelöst.

## Wissenschaftliches Wirken
Wirtz versuchte auch, mit eigenen Beobachtungen die Erforschung des Kosmos voranzutreiben. Seine instrumentellen Möglichkeiten in Straßburg und später in Kiel waren aber sehr beschränkt. In Straßburg arbeitete er an der Analyse von Positionsbestimmungen der Nebel, um aus ihren Eigenbewegungen an Himmel etwas über ihre Stellung im Kosmos zu erfahren. Es zeigte sich aber nur, dass es sich bei den Nebeln um weit entfernte Objekte handelt – ob sie sich innerhalb oder außerhalb der Milchstraße befinden, blieb weiterhin unklar.
Auch in Berlin setzte er während des Ersten Weltkriegs seine Forschungen zu den Eigenbewegungen von Nebeln fort. Er verwendete neue, vor allem in den USA ermittelte Radialgeschwindigkeiten der Nebel. Es zeigte sich, dass die Nebel eine völlig andere kosmische Stellung als die am Himmel sichtbaren Sterne hatten.
Nachdem er an die Kieler Sternwarte berufen worden war, fand er 1922 und 1924 zwei entscheidende Beziehungen, zuerst die zwischen Helligkeit und Radialgeschwindigkeit, dann die zwischen Winkeldurchmesser und Radialgeschwindigkeit von Nebeln. Letztere wurde von ihm 1924 als Beweis für die Richtigkeit eines von Willem de Sitter 1918 entwickelten Weltmodells angeführt. Dieses De-Sitter-Weltmodell kann man als primitive Form eines expandierenden Universums ansehen, und Wirtz ist somit der erste, der die Expansion des Weltalls mit Hilfe der Radialgeschwindigkeiten der Galaxien – allerdings rein qualitativ – nachwies. Den überzeugenden theoretischen Beweis der Expansion des Weltalls lieferte 1927 Abbé Georges Lemaître, der in seiner Arbeit auch die Expansionsrate des Universums ableitete. Edwin Hubble bestimmte diese Expansionsrate 1929 neu; Hubble glaubte aber zeit seines Lebens nicht an die Realität der Expansion, wenngleich er in der heutigen Zeit ständig als ‚Entdecker‘ der Expansion des Weltalls bezeichnet wird.
In späteren Jahren beschäftigte sich Wirtz vor allem mit Planeten und den optischen Eigenschaften der Erdatmosphäre.

## Ehrungen
Ihm zu Ehren erhielt 2004 ein von Hans-Emil Schuster im Jahr 1977 entdeckter Asteroid den Namen (26074) Carlwirtz. Auch ein Marskrater trägt seinen Namen.

## Werke
- Tafeln und Formen aus Astronomie und Geodäsie für die Hand des Forschungsreisenden, Geographen, Astronomen und Geodäten. Berlin: Springer, 1918
- Sternhaufen, Nebelflecke und Weltenraum. Stuttgart: Franckh, 1922